# Оссінінг (Нью-Йорк)
Оссінінг (англ. Ossining) — місто (англ. town) в США, в окрузі Вестчестер штату Нью-Йорк. Населення — 40 061 особа (2020). Місто відоме розташованою на його території в'язницею особливо суворого режиму Сінг-Сінг.

## Географія
Оссінінг розташоване у південно-східній частині штату на річці Гудзон. Висота центру — 50 — 60 метрів над рівнем моря (доходить до 100 метрів), Оссінінг розташований за координатами 41°9′29″ пн. ш. 73°52′13″ зх. д. / 41.15806° пн. ш. 73.87028° зх. д. (41.158160, -73.870405). За даними Бюро перепису населення США в 2010 році місто мало площу 16,66 км², з яких 8,16 км² — суходіл та 8,50 км² — водойми.

## Демографія

### Перепис 2010
Згідно з переписом 2010 року, у селищі мешкало 25 060 осіб у 8344 домогосподарствах у складі 5562 родин. Густота населення становила 1504 особи/км². Було 8862 помешкання (532/км²).
Расовий склад населення:
| - 54,6 % — білих - 17,2 % — чорних або афроамериканців - 4,2 % — азіатів - 0,6 % — корінних американців - 19,3 % — осіб інших рас |

До двох чи більше рас належало 4,1 %. Частка іспаномовних становила 41,4 % від усіх жителів.
За віковим діапазоном населення розподілялося таким чином: 21,3 % — особи молодші 18 років, 68,3 % — особи у віці 18—64 років, 10,4 % — особи у віці 65 років та старші. Медіана віку мешканця становила 36,6 року. На 100 осіб жіночої статі у селищі припадало 113,0 чоловіків; на 100 жінок у віці від 18 років та старших — 115,0 чоловіків також старших 18 років.
Середній дохід на одне домашнє господарство становив 87 267 доларів США (медіана — 61 746), а середній дохід на одну сім'ю — 92 561 долар (медіана — 61 603). Медіана доходів становила 42 168 доларів для чоловіків та 44 123 долари для жінок. За межею бідності перебувало 13,8 % осіб, у тому числі 18,0 % дітей у віці до 18 років та 10,3 % осіб у віці 65 років та старших.
Цивільне працевлаштоване населення становило 12 817 осіб. Основні галузі зайнятості: освіта, охорона здоров'я та соціальна допомога — 24,0 %, роздрібна торгівля — 13,6 %, науковці, спеціалісти, менеджери — 13,5 %.

### Перепис 2000
| Расовий склад - білі — 70,3 % - чорні та афроамериканці — 14,3 % - азіати — 4,5 % - корінні американці — 0,4 % - інші раси — 7,3 % - змішані раси — 3,2 % - латиноамериканці (будь-якої раси) — 19,9 % |